# Hellcats
Hellcats – to amerykański serial komediowo - dramatyczny o cheerleadingu. Gwiazdami tego serialu są m.in. Ashley Tisdale, Alyson Michalka i Matt Barr. Akcja filmu oparta jest na książce Cheer: Inside the Secret World of College Cheerleaders dziennikarki Kate Torgovnick.
18 maja 2010 r. ogłoszono, że Hellcats zostanie wyemitowany przez The CW na jesieni. W dniu 20 maja 2010 r., podczas prezentacji harmonogramu sezonu 2010-11, CW ogłosiły zamiar wyemitowania Hellcats po America's Next Top Model w środy począwszy od 8 września 2010. Finałowy odcinek wyemitowano 15 maja 2011 roku.

## Obsada
- Alyson Michalka jako Marti Perkins
- Ashley Tisdale jako Savannah Monroe
- Matt Barr jako Dan Patch
- Heather Hemmens jako Alice Verdura
- Robbie Jones jako Lewis Flynn
- Elena Esovolova jako Patty "Wedge" Wedgerman

## Oglądalność
- 1 odcinek: ok. 3 mln[1]
- 2 odcinek: ok. 2,7 mln

średnia oglądalność wynosi: od 2,1 mln do 2,6 mln
Powtórkę 1 odcinka oglądało 2,42 mln osób.

## Nominacje
- 2011- People's Choice Awards w kategorii najlepszy serial dramatyczny.

## Odcinki
- 1."A World Full of Strangers"
- 2."I Say a Little Prayer"
- 3."Beale St. After Dark"
- 4."Nobody Loves Me But My Mother"
- 5."The Prisoner's Song"
- 6."Ragged Old Flag"
- 7."The Match Game"
- 8."Back of a Car"
- 9."Finish What We Started"
- 10."Pledging My Love"
- 11."Think Twice Before You Go"
- 12."Papa, Oh Papa"
- 13."Worried Baby Blues"
- 14."Remember When"
- 15."God Must Have My Fortune Laid Away"
- 16."Fancy Dan"
- 17."Don't Make Promises (You Can't Keep)"
- 18."Woke Up Dead"
- 19."Before I Was Caught"
- 20."Warped Sister"
- 21."Land of 1,000 Dances"
- 22."I'm Sick Y'all"